# Josip Primožič
Josip Primožič (n. 7 februarie 1900, Ljubljana, Slovenia – d. 18 august 1985, Maribor, Slovenia) a fost un gimnast artistic ce a reprezentat Republica Socialistă Federativă Iugoslavia, medaliat olimpic. A participat la 3 ediții ale Jocurilor Olimpice (1924, 1928, 1936) în care a câștigat o medalie de argint și o medalie de bronz.